# La belle vie
La belle vie è un film del 2013 diretto da Jean Denizot.
Il film è ispirato all'affare Xavier Fortin e sul libro Hors systeme che tratta di quella vicenda.

## Trama
Dopo aver perso la battaglia per l'affidamento dei due figli Sylvain e Pierre, Yves decide di rapirli alla ex moglie e vive per dieci anni nascosto con loro in giro per la Francia. Ma i ragazzi, una volta cresciuti, iniziano ad essere stanca di una continua vita in fuga. Un giorno Pierre scompare senza lasciare tracce mentre Sylvain, rimasto con il padre su un'isola della Loira, stringe amicizia con una ragazza di nome Gilda.

## Produzione
Il film è stato girato con un budget stimato di un milione di euro.

## Riconoscimenti[4]
- 2013 - Mostra internazionale d'arte cinematografica di Venezia
  - Premio Fedeora - Menzione Speciale
  - Premio Label Europa Cinemas
  - Nomination Premio Fedeora per il miglior film a Jean Denizot
- 2014 - Annonay International Festival of First Films
  - Audience Award
  - Special Jury Prize[5]
  - Nomination Grand Jury Prize a Jean Denizot
- 2014 - Zlín International Film Festival for Children and Youth
  - Nomination Best European Debut Film a Jean Denizot